# Evangelisch-lutherische Kirche (Treisbach)

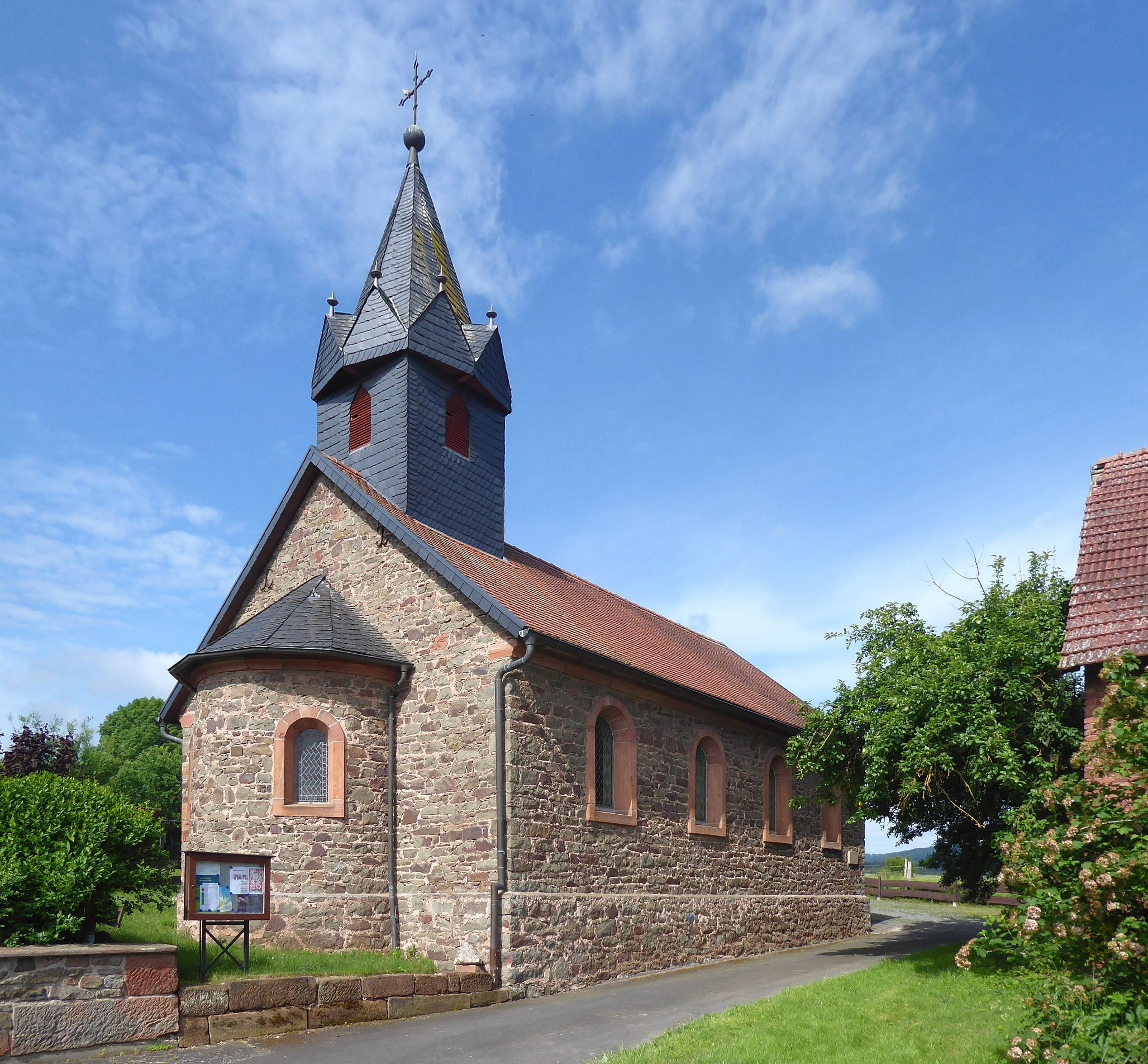
Selbständige Evangelisch-lutherische Kirche (Treisbach)

Die Evangelisch-lutherische Kirche Treisbach ist ein Kirchengebäude, das in Treisbach steht, einem Stadtteil von Wetter im Landkreis Marburg-Biedenkopf (Hessen). Die Kirche gehört zum Pfarrbezirk Marburg-Warzenbach der Selbständigen Evangelisch-Lutherischen Kirche.

## Beschreibung
Die Saalkirche wurde 1891 aus Bruchsteinen gebaut. An das Kirchenschiff schließt sich im Osten eine halbrunde Apsis an. Aus dem Satteldach des Kirchenschiffs erhebt sich ein schiefergedeckter, quadratischer Dachreiter, der mit einem achtseitigen spitzen Helm bedeckt ist.